# 潘朵拉 (電視劇)
《潘朵拉》是日本收費電視台WOWOW自2008年起拍攝的「劇集Ｗ」系列，至今已有5部作品。作品的主題均是某樣革新的發明面世，但當發明被發表時，那些人如同打開了潘朵拉的盒子，本來應該改善人類生活的發明，卻帶來了無數的災難，不同人的命運從此發生翻天覆地改變的社會劇。

## 潘朵拉
《潘朵拉》是潘朵拉系列的第1部作品，同時是連續劇W的第1作，即WOWOW第1部拍攝的連續劇，在2008年4月6日至5月25日播出，全8集。此劇奪得了同年舉辦的第一屆東京國際戲劇節連續劇作品獎，劇本獎和導演獎。

### 登場角色
- 鈴木秀樹 - 三上博史

- 的場真一 - 柳葉敏郎

- 飯田小夜子 - 小西真奈美

- 水野愛美 - 谷村美月

- 大田黒茂行 - 國村隼

- 緑川富士夫 - 山本圭

- 朋田省吾 - 平田満

- 朋田勝之助 - 織本順吉

- 沼部義広 - 相島一之
- 門脇ちか - 上原美佐
- 森村静夫 - 田窪一世
- 太刀川春夫（毎朝新聞記者）- 山本耕史
- 深見甚一郎 - 小野武彦
- 桂ひとみ - 吉瀬美智子
- 渡瀬マモル - 山根和馬
- 竹下刑事 - 宮城健太郎
- 平石徳子 - 余貴美子

## 潘朵拉II 飢餓列島
《潘朵拉II 飢餓列島》是潘朵拉系列的第2部作品，在2010年4月18日至5月30日播出，全7集。

### 登場角色
- 鈴木護（農學博士） - 佐藤浩市
- 大倉均（鈴木的助手） - 北村有起哉
- 今川咲子（外科醫生・鈴木とは元夫婦・周子的友人） - 霧島れいか
- 吉良英彦（キラーズ社社長） - 勝村政信
- 滝口詩織（吉良的秘書） - 水川あさみ
- 謎的男 - 温水洋一
- 八木沢周子（警視廳捜査一課刑警）- 鈴木京香
- 内海壮太（捜査一課長） - 永倉大輔
- 磯田俊介（捜査一課刑警） - TETSUYA
- 熊谷治作（鑑識官） - 半海一晃
- 太刀川春夫（毎朝新聞記者） - 山本耕史
- 平石徳子（内閣總理大臣） - 余貴美子
- 武藤忠雄（内閣官房長官） - 宅麻伸
- 川久保光悦（農水大臣（副總理）） - 勝部演之
- 水野玲一（経産大臣） - 小川隆市
- 赤松大作（外務大臣） - 中平良夫

## 潘朵拉III 革命前夜
《潘朵拉III 革命前夜》是潘朵拉系列的第3部作品，在2011年10月2日至11月20日播出，全8集。

### 登場角色
- 鈴木精二（ニューボストン大學教授・湯田恵理子的元夫） - 江口洋介
- 湯田和路（内閣官房長官） - 内野聖陽
- 神林洋介（警視廳捜査一課刑警） - 上川隆也
- 鏑木光太（海上自衛隊二等海佐） - 小澤征悅
- 川村翔子（元客室乗務員・神林と関係を持つ） - 板谷由夏
- 結城香恵（ホームレス的少女・松永と行動を共にする） - 福田麻由子
- 太刀川春夫（毎朝新聞記者） - 山本耕史
- 湯田恵理子（和路的妻） - 若村麻由美
- 湯田作之助（和路的父・前経団連会長） - 平幹二朗
- 松永昭一郎（政治犯） - 泉谷しげる
- 三枝達昭（内閣總理大臣） - 江守徹
- 丸子百合（フリージャーナリスト・太刀川的相談相手） - 矢田亜希子
- 山崎（湯田官房長官的秘書官） - 清水伸
- 新川啓吾（神林的後輩刑警） - 阿部亮平
- 湯田大輔（湯田夫妻的息子） - 渋谷龍生
- 新聞社部長（太刀川的上司） - 矢島健一
- 鴻池一（前内閣總理大臣） - 加藤武
- 市川（国家公安委員長） - 若松武史
- 美國記者 - ジェフリー・ロウ
- 公安部刑警（警視廳） - 神尾佑
- 病院長 - 森下哲夫
- 神林的元妻、殺人事件的被害者 - 桜田聖子

## 潘朵拉～永遠的生命～
《潘朵拉～永遠的生命～》是潘朵拉系列的第4部作品，在2014年4月27日播出的特別篇劇集。

### 登場角色
- 鈴木元 - 堺雅人
- 田代なつみ - 尾野真千子
- 塚越洋一 - 石黒賢
- 神宮悟 - 鈴木浩介
- 田代めぐみ - 伊藤歩
- 田代新児 - 高橋來
- 坂下智也 - 福本伸一
- 木村和晴 - 郭智博
- 大泉竜作 - 中村敦夫
- 榊原道隆 - 伊武雅刀
- 黒岩忠嗣 - 高橋克実

## 潘朵拉IV AI戰爭
《潘朵拉IV AI戰爭》是潘朵拉系列的第5部作品，在2018年11月11日至12月16日播出，全6集。

### 劇情簡介
內科醫生兼人工智能開發者鈴木成功開發出診斷型AI——米迦勒，並在浦生收購的醫院Medic Knox中投入使用。正式投入使用後，隨著有患者跟隨診療建議，並接受手術後，因為醫療事故死亡。由這宗事故開始，帶出了AI的爭議，醫生的尊嚴等討論。

### 登場角色
- 鈴木哲郎（内科醫生、人工智能開發者） - 向井理
- 有薗直子（醫生協會會長） - 黒木瞳
- 橋詰奈美（護士、AI診斷負責人） - 美村里江
- 東浩一郎（律師） - 三浦貴大
- 太刀川春夫（毎朝新聞記者） - 山本耕史
- 上野智津夫（心臓外科醫生） - 原田泰造
- 蒲生俊平（IT企業Knox Group CEO） - 渡部篤郎
- 横山新造（厚生勞動大臣） - 升毅
- 鈴木春子（哲郎的母親） - 鷲尾真知子
- 内海春明（Medic Know醫療中心院長） - 長谷川朝晴
- 木下和歌子（受AI診斷和接受手術後死亡的病人的妻子） - 岡本玲

## 播出日程
| 集數                 | 播出日期       | 導演     |
| -------------------- | -------------- | -------- |
| 潘朵拉               |                |          |
| 1                    | 2008年4月6日   | 河毛俊作 |
| 2                    | 2008年4月13日  | 河毛俊作 |
| 3                    | 2008年4月20日  | 小林義則 |
| 4                    | 2008年4月27日  | 小林義則 |
| 5                    | 2008年5月4日   | 河毛俊作 |
| 6                    | 2008年5月11日  | 若松節朗 |
| 7                    | 2008年5月18日  | 小椋久雄 |
| 8（大結局）          | 2008年5月25日  | 河毛俊作 |
| 潘朵拉II 飢餓列島    |                |          |
| 1                    | 2010年4月18日  |          |
| 2                    | 2010年4月25日  |          |
| 3                    | 2010年5月2日   |          |
| 4                    | 2010年5月9日   |          |
| 5                    | 2010年5月16日  |          |
| 6                    | 2010年5月23日  |          |
| 7（大結局）          | 2010年5月30日  |          |
| 潘朵拉III 革命前夜   |                |          |
| 1                    | 2011年10月2日  |          |
| 2                    | 2011年10月9日  |          |
| 3                    | 2011年10月16日 |          |
| 4                    | 2011年10月23日 |          |
| 5                    | 2011年10月30日 |          |
| 6                    | 2011年11月6日  |          |
| 7                    | 2011年11月13日 |          |
| 8（大結局）          | 2011年11月20日 |          |
| 潘朵拉〜永遠的生命〜 |                |          |
| 1                    | 2014年4月27日  | 河毛俊作 |
| 潘朵拉IV AI戰爭      |                |          |
| 1                    | 2018年11月11日 |          |
| 2                    | 2018年11月18日 |          |
| 3                    | 2018年11月25日 |          |
| 4                    | 2018年12月2日  |          |
| 5                    | 2018年12月9日  |          |
| 6（大結局）          | 2018年12月16日 |          |